# Legislatives Veto
Das legislative Veto ist ein Einspruchsrecht, das der gesetzgebenden Gewalt gegenüber Einzelentscheidungen der ausführenden Gewalt gewährt wird. Es ist in Regierungssystemen relevant, die eine strikte Gewaltenteilung der Staatsorgane bei gleichzeitiger gegenseitiger Kontrolle vorsehen.

## Vereinigte Staaten
Das legislative Veto wurde in den Vereinigten Staaten vermehrt seit den 1930er Jahren verwendet. Es erfreute sich besonderer Beliebtheit bei Gesetzen, die Umstrukturierungen von Verwaltungsbehörden betrafen. Zu dem Zeitpunkt wurde dem Präsidenten der Vereinigten Staaten die Befugnis zugesprochen, Behörden innerhalb der Exekutive umzustrukturieren. Allerdings reservierte sich der Kongress das Recht, diese Entscheidungen im Einzelfall per Mehrheitsbeschluss aufzuheben.

### INS v. Chadha
In den Vereinigten Staaten wurde mit dem Immigration and Naturalization Services Act of 1965 eine Form des legislativen Vetos eingeführt. Das Gesetz sah vor, dass die Einwanderungsbehörde die Abschiebung illegal eingewanderter Ausländer, die mindestens sieben Jahre im Land verbracht haben, aufheben konnte, sofern der Attorney General dieser Aufhebung zustimmte. Gleichzeitig verlangte das Gesetz aber, dass der Attorney General dem Kongress über solche Fälle zu berichten habe und dass eine der beiden Kammern des Kongresses die Abschiebung per Mehrheitsbeschluss trotzdem erzwingen könnte.
Diese Klausel war 1983 Hauptthema im Fall Immigration and Naturalization Service v. Chadha vor dem Obersten Gerichtshof der Vereinigten Staaten. Der Gerichtshof entschied, dass das selbstgeschaffene Veto gegen die Verfassung verstößt. Erstens verstößt es gegen den Zweikammerngrundsatz, der besagt, dass sämtliche Gesetzgebungen vom Repräsentantenhaus und vom Senat gemeinsam und identisch durchgeführt werden müssen. Ferner verstößt das Gesetz gegen das Vorlegungsgebot, wodurch Gesetzgebungen dem Präsidenten zur Zustimmung vorgelegt werden müssen.

### Haushaltseinschränkungen
Im Gramm-Rudman-Hollings Balanced Budget Act legte der Kongress 1985 fest, dass der Comptroller General, Leiter des dem Kongress unterstehenden Government Accountability Office, die Befugnis hatte, Posten im Haushalt einzufrieren, wenn bestimmte Defizitziele nicht eingehalten werden. Mit dem Gesetz sollte die weitere Vergrößerung des amerikanischen Haushaltsdefizit verhindert werden. Der Oberste Gerichtshof entschied hierzu 1986 im Fall Bowsher v. Synar, dass diese Regelung ebenfalls gegen die Verfassung verstößt, weil sich der Kongress damit im Prinzip ein verfassungswidriges legislatives Veto geschaffen hatte.